# 丁协平
丁协平（1938年4月16日—2020年1月4日），男，四川自贡人，中国数学家，非线性分析专家，四川师范大学教授。

## 生平
1938年出生于四川自贡。1961年毕业于四川大学数学系，期间师从柯召、张鼎铭和蒲保明等教授。1961年至1964年在成都大学数学系任助教。1964年起，历任四川师范大学数学科学学院助教，讲师，副教授，教授。1984年受聘担任美国《数学评论》杂志评论员。并成为美国数学学会会员。1987年被载入《馬奎斯世界名人錄》。1991年起享受国务院政府特殊津贴。曾任成都市第九届，第十届和第十一届人大代表，四川省第七届政协委员。2010年退休，继续从事科学研究工作。
2020年1月4日晚7时09分逝世，享年82岁。

## 贡献
主要在非线性分析及应用、随机分析及应用领域内从事研究工作。1980年代初期开始在《科学通报》等期刊发表论文，在SCI收录期刊发表论文100余篇。
代表性论文《解非线性混合似变分不等式的预测-校正迭代算法》《非紧广义凸空间内的拟平衡问题》《广义压缩型映射的不动点定理》《连续随机算子的不动点定理》等。